# Microplutodes
Microplutodes là một chi bướm đêm thuộc họ Geometridae.